# الدوري التشيكوسلوفاكي 1933–34
الدوري التشيكوسلوفاكي 1933–34 هو الموسم 29 من الدوري التشيكوسلوفاكي ‏. أشرف على تنظيمه اتحاد جمهورية التشيك لكرة القدم، وكان عدد الأندية المشاركة فيه 10 وفاز فيه سلافيا براغ.